# NGC 3058
NGC 3058 (również IC 573 lub PGC 28513) – galaktyka spiralna (Sc), znajdująca się w gwiazdozbiorze Hydry. Odkrył ją 6 maja 1886 roku Francis Leavenworth.